# 白石工業
白石工業株式会社（しらいしこうぎょう、英名: Shiraishi Kogyo Kaisha, Ltd.）は、大阪府大阪市北区と東京都中央区に本社（登記上の本店は大阪市北区）を置く、日本の化学工業メーカーである。

## 概要
炭酸カルシウムを中心とした化学品を製造・販売する。炭酸ガス化合法による合成炭酸カルシウム製造方法の発明者である白石恒二により、1909年に創業した。

## 沿革
- 1909年（明治42年）9月 - 創業者・白石恒二が「白石式軽微性炭酸カルシウムの製造方法」を完成し、弟・白石正三とともに広島市に白石兄弟商会を設立。
- 1914年（大正3年） 6月 - 「白石式軽微性炭酸カルシウム製造方法」の特許を取得。
- 1919年（大正8年） 11月 - 白石工業株式会社を設立。
- 1927年（昭和2年） 12月 - 「白艶華」の製造特許を取得[3]。
- 1949年（昭和24年）11月 - 星靴工業株式会社を設立。
- 1959年（昭和34年）10月 - 販売ディーラーとして白石カルシウム株式会社発足。
- 1964年（昭和39年）6月 - 太陽化学工業株式会社がグループに参画。
- 1966年（昭和41年）10月 - 本社事務所を兵庫県尼崎市元浜町に移転。
- 1972年（昭和47年）
  - 10月 - 株式会社白石中央研究所、白雲石工業株式会社（のちの2006年7月に白石カルシウムの子会社となった）を設立。
  - 11月 - サンランド株式会社を設立。
- 1973年（昭和48年）6月 - 東洋ファインケミカル株式会社　設立。
- 1977年（昭和52年）1月 - 星靴工業をスターコンピューターサービス株式会社に社名変更。
- 1989年（平成元年）2月 - 京葉カマロ株式会社　設立。
- 2007年（平成19年）3月 - 合弁会社Shiraishi-Omya GmbHをオーストリアに設立。
- 2016年（平成28年）11月 - 白石工業株式会社本社と白石カルシウム株式会社本社を大阪市北区中之島に統合。
- 2020年（令和2年）7月 - 経済産業省から 2020年版「グローバルニッチトップ企業100選」に選定される。[4]

## グループ会社
- 白石カルシウム
- 白石中央研究所

## 関連会社
- 京葉カマロ
- サンランド
- スターコンピューターサービス
- 太陽化学工業
- 東洋ファインケミカル
- Shiraishi-Omya GmbH